# Комичи (Новоторъяльский район)
 Комичи  — деревня в Новоторъяльском районе Республики Марий Эл. Входит в состав Масканурского сельского поселения.

## География
Находится в северо-восточной части республики Марий Эл на расстоянии приблизительно 13 км по прямой на северо-запад от районного центра посёлка Новый Торъял.

## История
Основана в 1810 году переселенцами из деревни Сухая Река. Всего насчитывалось 2 двора и 6 человек, в 1836 году — 4 двора, 71 житель, православные и раскольники. В 1920 году здесь проживали 56 человек. В 1929 году в деревне Комичи Куанпамашского сельсовета Новоторъяльского района числилось 13 хозяйств, все население русское. В 1939 году в деревне проживали 68 жителей. В 1973 году в деревне насчитывалось 14 хозяйств, 48 жителей, в 1988 году — 13 человек, 7 домов, из них 3 пустовали. В этой деревне жили староверы. В 2002 году в деревне осталось 7 домов. В советское время работали колхозы «Прожектор», «Памяти Ленина» и совхоз «Памяти Ленина».

## Население
Население составляло 14 человек (мари 100 %) в 2002 году, 9 в 2010.